# منطقة فيلنو العسكرية (الإمبراطورية الروسية)
منطقة فيلنو العسكرية ((بالروسية: Ви́ленский вое́нный о́круг)‏) كانت إحدى المناطق العسكرية في الجيش الإمبراطوري الروسي.
في الإمبراطورية الروسية ، شكلت المناطق العسكرية لأول مرة بامر من ديمتري ميليوتين في 1862-64 لتحل محل المفتشيات العسكرية. نظمت المناطق العسكرية لتشمل مناطق إدارة مدنية من غوبرنيه وايوزد.
تضم منطقة فيلنو العسكرية
- فيلنيوس
- غرودنو
- كاوناس
- كورلاند
- ليفونيا (دون بيرنوف ، فيلينسكي ، فالكسكي و فيروسكي)
- فيتبيسك
- موغيليوف
- مينسك
- سوالكي (بدون شوشينسك)

مقر الفيلق كان في ريغا.
الوحدات المتمركزة في منطقة فيلنو العسكرية عند اندلاع الحرب العالمية الأولى :
- الفيلق العشرون